# Lutterothstraße (metrostation)
Lutterothstraße is een metrostation in het stadsdeel Eimsbüttel van de Duitse stad Hamburg. Het station werd geopend op 30 mei 1965 en wordt bediend door lijn U2 van de metro van Hamburg.